# Yahya Gaier
Yahya Gaier, né en 1974 à Oujda (Maroc), est un acteur maroco-néerlandais.

## Biographie
Ojja grandit dans la banlieue hollandaise d'Amsterdam.

## Filmographie

### Cinéma
- 2003 : Najib en Julia : Yusuf
- 2005 : Het schnitzelparadijs : Mo
- 2006 : Rafas Rules : Hamid Abdallah
- 2006 : 'n Beetje Verliefd : Ab
- 2007 : Kicks : Ali
- 2010 : Sterke verhalen : Achie
- 2011 : Benny stout : Groteboekenpiet
- 2012 : Zombibi : Aziz
- 2012 : Swchwrm : Lakei
- 2014 : Dummie de Mamie : Dummie
- 2015 : Dummie de Mummie en de Sfinx van Shakaba : Dummie
- 2015 : Fobia
- 2017 : Dummie de Mummie en de tombe van Achnetoet : Dummie

### Séries télévisées
- 2003 : Najib en Julia : Yusuf
- 2008 : Moes : Abdul
- 2008 : Het schnitzelparadijs : Mo
- 2010 : Boijmans TV : AB